# Chicago House Athletic Club
Il Chicago House Athletic Club, anche noto semplicemente come Chicago House, è un club calcistico professionistico statunitense con base a Chicago, in Illinois, e che disputa le proprie partite casalinghe presso il SeatGeek Stadium di Bridgeview, impianto capace di contenere 20.000 spettatori.
Partecipa alla National Independent Soccer Association, terza divisione del calcio statunitense.

## Storia
Il 10 settembre 2020 la NISA annunciò l'intenzione da parte di un gruppo di investitori, guidato da Peter Wilt, di iscrivere al campionato un nuovo club con sede nella città di Chicago. Tra gli investitori presenti, spiccavano soprattutto Bruce Merivale-Austin e William "Night Train" Veeck, nipote del famoso Bill Veeck, leggendario proprietario di diverse franchigie della Major League Baseball.
Il 5 novembre successivo, la NISA annunciò che la squadra era stata ufficialmente accettata nella lega e che avrebbe iniziato a competere in campionato a partire dalla stagione Fall 2021. Nei mesi successivi, il club chiese ai propri tifosi di inviare proposte per il futuro nome della squadra che avessero un qualche tipo di collegamento con la storia o la cultura di Chicago. Il club scelse infine 68 finaliste e le incluse in un grande torneo, denominato Moniker Madness, il quale avrebbe determinato l'opzione più popolare. Il nome uscito vincitore dal sondaggio, Chicago House, fu scelto poi ufficialmente come nome del club e svelato al pubblico il 23 febbraio 2021 assieme allo stemma e ai colori sociali della squadra.
Il 27 gennaio 2021 il club annunciò che avrebbe disputato le proprie partite casalinghe presso il Seatgeek Stadium di Bridgeview. Pochi giorni dopo, il 2 febbraio, l'ex giocatore del Chicago Fire C.J. Brown fu scelto come primo allenatore della storia della squadra.
Il primo maggio 2021 la società annunciò che Lindsey Morgan Sacks, moglie di Lawrence Girard (proprietario del New Amsterdam, altra squadra militante nella NISA) aveva assunto le quote di maggioranza del club da Bruce Merivale-Austin.
Il club disputò il suo primo incontro ufficiale il 9 luglio 2021: come parte della prima giornata della Midwest Region della NISA Independent Cup, il Chicago House fu sconfitto per 2-0 sul campo dei dilettanti del Milwakee Torrent. La prima vittoria della storia del club arrivò invece poche settimane più tardi, il 31 luglio, nella terza giornata del suddetto torneo, frutto di un sonoro 5-0 rifilato in trasferta all'Union Dubuque.
L'esordio in NISA del Chicago House avvenne il 7 agosto 2021 in occasione della sconfitta per 3-2 sul campo dei campioni in carica del Detroit City, mentre già la settimana seguente, il 14 agosto, il club ottenne il primo successo in campionato, un 1-0 sul campo dello Stumptown.